# Meliorchis caribea
Meliorchis caribea là một loại hóa thạch thuộc họ Phong Lan ( Tiếng Anh: Orchidaceae). Loài này được phát hiện trong một bao phấn trong lớp đá hổ phách cùng với hóa thạch của ong bắp cày.

## Cấu tạo
Bộ phận thụ phấn bao gồm hai ống phấn hình vòng cung, mỗi ống phấn được chia thành hơn 100 gói phấn (massulae). Mỗi gói này bao gồm các hạt phấn hoa được dán lại với nhau. Toàn bộ hạt phấn có kích thước khoảng 1000 × 500 µm, các gói phấn riêng lẻ có kích thước khoảng 200 × 100 µm, một tetrad có kích thước 20 × 20 µm.
Các chi tiết của bầu hoa cho thấy mối quan hệ giữa phong lan hóa thạch và loài phụ Goodyerinae. Các ống phấn có cấu trúc tương tự có thể được tìm thấy ở Kreodanthus và Microchilus. Trong khi ở các đại diện của nhóm này sống ngày nay, các ống phấn chủ yếu được gắn vào đầu hoặc miệng của vật thụ phấn, thì cấu tạo các ống phấn của Meliorchis caribea được gắn vào lưng, mesoscutellum, của một loài ong thuộc loài Proplebeia dominicana. Để hạt phấn đến được đó, con ong phải chui vào trong hoa ngọc lan và tiến hành thụ phấn dưới nhị hoa. Hoa của Meliorchis caribea do đó có thể đã có một cột lớn và cong hơn so với cấu tạo ống phấn của họ hàng Phong Lan ngày nay.

## Tuổi của hóa thạch
Tuổi của phong lan hóa thạch được ước tính là từ 15 đến 20 triệu năm sau tuổi của hổ phách Dominica. Đây là hóa thạch lâu đời nhất có thể được chỉ định rõ ràng cho họ phong lan. Hóa thạch được những người phát hiện sử dụng để ước tính tuổi của toàn bộ họ Phong Lan với nó như một tiêu chuẩn.Tên chi Meliorchis dùng để chỉ Meliponini, tên khoa học của loài ong không đốt, bao gồm cả loài thụ phấn Meliorchis. Tên loài các nhà khoa học dùng để chỉ nơi mà nó được tìm thấy là ở vùng biển Caribê.